# Titio Não É Sopa
Titio Não É Sopa é um filme brasileiro de 1959, dirigido por Eurides Ramos, a partir do seu roteiro com Victor Lima. É baseado na peça teatral "Aí vem a aurora" de Henrique Marques Fernandes. Nos papeis centrais estão Procópio Ferreira, Eliana Macedo, Ronaldo Lupo, Herval Rossano e Afonso Stuart.

## Elenco
| Ator/Atriz         | Personagem |
| ------------------ | ---------- |
| Procópio Ferreira  | Gregório   |
| Eliana Macedo      | Verinha    |
| Ronaldo Lupo       | Luiz       |
| Herval Rossano     | Paulo      |
| Afonso Stuart      | Amaro      |
| Nancy Montez       | Julie      |
| Grace Moema        | Emengarda  |
| Zélia Guimarães    | Isaltina   |
| Rafael de Carvalho | Azevedo    |
| Sônia Morais       | Aurora     |
| Angelito Mello     | Paranhos   |
| Grijó Sobrinho     | Vizinho    |